# 서지 (직물)

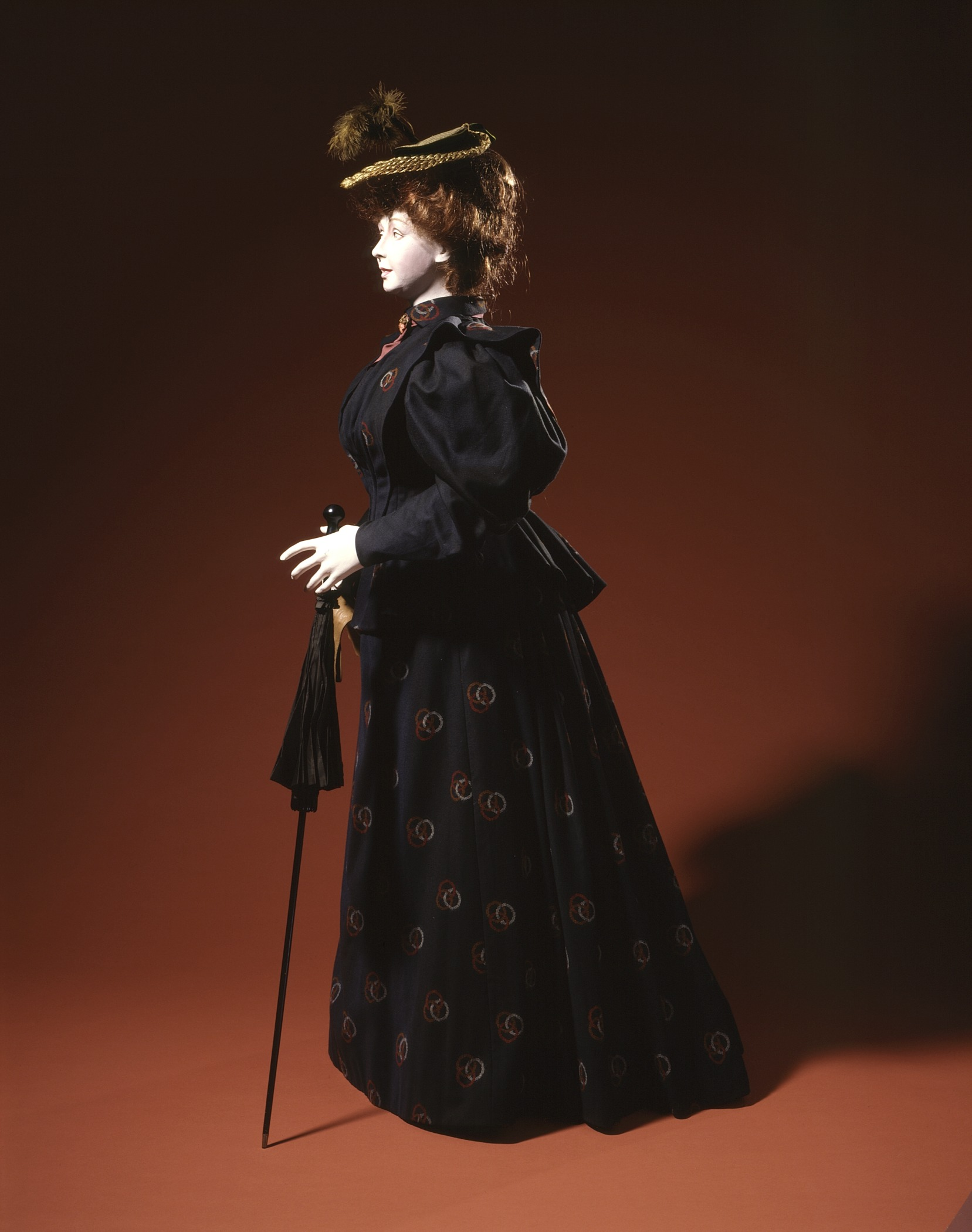

서지(serge)는 양쪽에 사선 또는 능선이 있는 능직물의 하나이다. 소모사가 다양하여 군복, 정장, 큰 코트, 트렌치 코트에 사용한다. 안감으로 사용하는 실크 서지와 그보다 좀 더 부드럽고 정교한 프렌치 서지가 있다. 서지라는 말은 고급 모직을 의미하기도 한다.
옛날에는 세루라고 불렸다.